# Джегута (станция)
Джегута́ — железнодорожная станция Минераловодского региона Северо-Кавказской железной дороги, находящаяся в городе Усть-Джегуте Карачаево-Черкесской республики, конечная на линии от Невинномысской.

## История
До 2009 года пригородный поезд от станции Невинномысская следовал до конечной станции данного участка железной дороги, до станции Джегута. В настоящее время маршрут сокращён до станции Черкесск. Также до 2009 года по станции следовали беспересадочные прицепные вагоны  Джегута — Москва, которые на станции Невинномысская включали в состав поезда №61 Нальчик — Москва. На сегодняшний день пассажирское сообщение по станции отсутствует.